# Modlibórz
Modlibórz [pronunciación en polaco: /mɔdˈlibuʂ/] es un pueblo en el distrito administrativo de Gmina Lubień Kujawski, dentro del Distrito de Włocławek, Voivodato de Cuyavia y Pomerania, en el norte de Polonia. Se encuentra aproximadamente 4 kilómetros al norte de Lubień Kujawski, 26 kilómetros al sur de Włocławek, y 77 kilómetros al sudeste de Toruń.